# Ophtalmoplon diversum
Ophtalmoplon diversum là một loài bọ cánh cứng trong họ Cerambycidae.